# Ferenc Cziráki
Ferenc Cziráki [ˈfɛrɛnts ˈtsiraːki] (* 19. November 1913 in Budapest; † 5. August 1986 ebenda) war ein ungarischer Feldhandballspieler. Er belegte mit dem ungarischen Team den 4. Platz der Olympischen Sommerspiele 1936 und gewann Bronze bei der Feldhandball-Weltmeisterschaft 1938.
Ihr erstes Spiel bei den Olympischen Spielen 1936 in Berlin verloren die Ungarn 0:22 gegen die favorisierte deutsche Mannschaft, da sie ihr zweites Spiel gegen die Vereinigten Staaten aber 7:2 gewinnen konnten, qualifizierten sie sich für die Finalrunde. Dort blieb man chancenlos und alle drei Spiele gingen recht deutlich verloren. Am Ende blieb dem Team deshalb nur der vierte Platz hinter den Mannschaften aus Deutschland, Österreich und der Schweiz. Ferenc Cziráki bestritt während des Turniers drei Spiele, konnte dabei jedoch kein Tor erzielen.
Bei der Feldhandball-Weltmeisterschaft 1938 gewann die ungarische Mannschaft ihr Vorrundenspiel mit 10:6 gegen Dänemark. Im Halbfinale verlor man dann wieder deutlich mit 3:14 gegen Deutschland. Durch das 10:2 gegen Schweden im Spiel um Platz 3 konnte Ferenc Cziráki aber doch noch mit dem ungarischen Team die Bronzemedaille erringen.